# Euippe undulartaria
Euippe undulartaria is een vlinder uit de familie van de spanners (Geometridae). De wetenschappelijke naam van de soort is voor het eerst geldig gepubliceerd in 1886 door Arnold Pagenstecher.